# おおうちえいこ
おおうち えいこ（3月6日 - ）は、日本の漫画家。
山形県出身。おもに『なかよし』で執筆。1999年に「お父ちゃんといっしょ」（なかよし増刊 2000年ふゆやすみランド（講談社））でデビュー。代表作は『ほっぺにチューボー!』。 

## 作品リスト
- ほっぺにチューボー! （なかよし（講談社））
- パパとわたしと隕石と（なかよしラブリー（講談社））
- 若おかみは小学生!（原作：令丈ヒロ子 なかよし（講談社））